# جون جاي أوكونيل
جون جاي أوكونيل (بالإنجليزية: John J. O'Connell)‏ هو ضابط شرطة أمريكي، ولد في 1884 في مانهاتن في الولايات المتحدة، وتوفي في 18 أكتوبر 1946.